# Philippe Barbarin
Philippe Xavier Christian Ignace Marie Barbarin (Rabat, 17. listopada 1950.) francuski je katolički prelat koji je bio nadbiskup Lyona od 2002. do 2020. godine.
Proglašen je kardinalom-svećenikom SS. Trinità al Monte Pincio od pape Ivana Pavla II. na konzistoriju 21. listopada 2003. godine.Bio je jedan od kardinala izbornika koji je sudjelovao na papinskoj konklavi 2005. godine koja je izabrala papu Benedikta XVI. i na konklavi 2013. godine koja je izabrala papu Franju.